# Tony Effe
Tony Effe, seudónimo de Nicolò Rapisarda (Roma, 17 de mayo de 1991), es un rapero italiano.
Fue miembro del colectivo Dark Polo Gang hasta 2021, cuando comenzó su carrera en solitario.

## Biografía

### 2014-2020: Dark Polo Gang
Conoce a los otros futuros miembros de la Dark Polo Gang, Wayne Santana, Pyrex y Dark Side, durante su infancia; Todos empezaron a rapear en la adolescencia. El encuentro con el productor discográfico Sick Luke les impulsa a probar suerte en la música profesionalmente. En 2015 se lanzó el mixtape Full Metal Dp8⁰0 oark, seguido al año siguiente por Crack musica di Tony e Side, que, además de colaboraciones con los otros dos miembros, contiene colaboraciones de los raperos Sfera Ebbasta, Izi y Traffik.
En 2017, se lanzó el álbum de estudio de Tony y Wayne, Twins, debutando en el número uno en el FIMI Album Chart. En el mismo año fue involucrado por Gué Pequeno en la colaboración Scarafaggio, incluida en el álbum Gentleman . Tras un cambio parcial en la formación del grupo, en 2018 lanzaron el álbum Trap Lovers, que volvió a alcanzar lo más alto de las listas italianas.
El 8 de mayo de 2020 se lanzó el mixtape Dark Boys Club, en el que colabora con los raperos Salmo, Lazza, Capo Plaza, DrefGold, Anna, Massimo Pericolo, MamboLosco, Traffik y Oni One. También alcanza el primer puesto en los charts FIMI.

### 2021-2022:Untouchable
En mayo de 2021 anunció el lanzamiento de su primer álbum en solitario, Untouchable. El álbum, que incluye colaboraciones con artistas como el estadounidense Gucci Mane, y los italianos Guè, Side Baby, Pyrex, Tedua, Wayne Santana y Lazza, obtuvo un buen éxito, colocándose primero en las listas italianas en su semana de debut. El proyecto también recibió críticas positivas de los críticos. En los meses siguientes se lanzaron los sencillos Balaclava, en colaboración con Capo Plaza, Mi piace, creado junto a Sfera Ebbasta, y el remix del tema Colpevole con Geolier . Posteriormente participó en Marmellata, un sencillo del también artista Wayne Santana en colaboración con Rosa Chemical y Radical. A finales de año recibió certificaciones de platino por Untouchable y por el sencillo Effe.
En 2022 participó en el sencillo Cadillac, en colaboración con MV Killa y Geolier, que obtuvo la certificación platino, mientras que el siguiente sencillo Il doc 2 con VillaBanks y Guè obtuvo el estatus de oro. Luego colaboró con Fred De Palma y Lazza en la canción Mala, así como con Rose Villain en el sencillo Michelle Pfeiffer, certificado platino. 

### 2023-2024:Icon
En febrero de 2023 se lanzará Il doc 3, otra colaboración con VillaBanks, The Slings y MamboLosco. Luego colabora con Drillionaire y Guè en Pelota, incluido en el álbum 10 de Drillionaire. El artista también participa en otra canción del mismo álbum, Fashion, en colaboración con Anna, Lazza y Benny Benassi.
En marzo de 2023 lanzó Boss, un sencillo que samplea la canción In da Club de 50 Cent, que alcanzó el tercer lugar en Top Singles y logró el estatus de platino. Posteriormente lanzó el sencillo Taxi sulla Luna en colaboración con Emma ;  El sencillo resultó ser un gran éxito comercial, alcanzando el séptimo lugar en la lista semanal FIMI y obteniendo la certificación triple platino. Tras estos éxitos, el artista tuvo la oportunidad de actuar varias veces en diversos festivales de importancia nacional, además de participar en Love Mi, un concierto benéfico organizado por Fedez. Entre noviembre y diciembre de 2023 es protagonista de varias colaboraciones, desde 3uphon con Sfera Ebbasta y Thasup, contenida en el álbum X2VR, hasta Paura e delirio a Milano, tema contenido en Pizza Kebab Vol. 1 de Ghali, que reúne a Tony Effe, Pyrex y Side Baby.
En marzo de 2024, se lanzó su segundo álbum en solitario, Icon, que presenta colaboraciones con artistas como Sfera Ebbasta, Geolier, Tedua, Bresh, Lazza y Capo Plaza. El álbum debutó directamente en la cima de la lista de ventas italiana, manteniendo esta posición en las semanas siguientes. El álbum también alcanzó el número uno en el Top Albums Debut Global, la lista que mide las reproducciones de álbumes en las primeras 72 horas de su lanzamiento a nivel mundial, excluyendo Estados Unidos, así como el noveno lugar en el Swiss Hitparade.
El 22 de mayo de 2024 se lanzó el sencillo Sesso e samba en colaboración con la cantante Gaia, que alcanzó la cima de la lista de sencillos italianos y ganó el premio FIMI en Power Hits Estate. La canción se mantuvo en lo más alto del Top Singles nacional durante 12 semanas consecutivas, convirtiéndose en la canción con mayor permanencia en la primera posición de 2024 y una de las más longevas en la historia del chart.
En septiembre de 2024 inició una campaña de desprestigio contra Fedez y Niki Savage, quienes en una de sus canciones, Di Caprio, habían hecho referencias a él, quienes respondieron con la canción freestyle 64 barre di verità (Red Bull 64 Bars) y luego con la canción Chiara. En enero de 2025, la Federación de la Industria Musical Italiana anunció que Icon era el álbum más vendido de 2024.

### 2025: Participación en el Festival de San Remo
En febrero de 2025 participó por primera vez en la competición del 75° Festival de San Remo con la canción Damme 'na mano, un stornello que, al final del evento, ocupó el puesto 25. En la noche de la portada hace un dueto con Noemi, interpretando la canción Tutto il resto è noia de Franco Califano.

## Procedimientos judiciales

### Convicciones
En septiembre de 2021, fue condenado a realizar servicios comunitarios por una pelea tras una pelea que tuvo lugar en 2019 frente a un club romano. El rapero también fue condenado a pagar 40 000 euros de indemnización a un hombre al que le dañó la mandíbula durante el suceso.

### Otros casos de peleas y amenazas
En junio de 2022, después de una actuación en el Nameless Festival, el artista se vio involucrado en una pelea con el rapero estadounidense Lil Pump, a quien golpeó tras un malentendido detrás del escenario.
En marzo de 2023 volvió a ser protagonista de una pelea cuando, tras recibir amenazas del rapero y boxeador Ion, lo agredió en el público del Milan Boxing Night en el Allianz Cloud.

## Controversias
A lo largo de su carrera, el rapero ha sido acusado de incentivar y promover conductas violentas y vinculadas al crimen organizado, el tráfico y abuso de drogas y alcohol, así como la misoginia, el sexismo y la incitación a la violencia contra las mujeres, así como el racismo y la homofobia. 

### Acusaciones de racismo
A finales de noviembre de 2016, estalló una polémica por unas historias de Instagram en las que él y Wayne Santana, entonces en la Dark Polo Gang, amenazaron e insultaron racialmente al rapero de origen ghanés Bello Figo, acompañados de ruidos de imitación de monos. El grupo se disculpó más tarde en un vídeo compartido en las redes sociales.

### Participación en el festival Tomorrow today
El 15 de septiembre de 2024 Tony Effe actuó en el Tomorrow Today Festival de Trieste, un evento destinado a crear conciencia contra la violencia de género y promover el crecimiento de los jóvenes según valores positivos y financiado y promovido por Neptune Eventi, el ayuntamiento de Trieste, la Región Friuli Venezia Giulia y la Fundación CRTrieste. La presencia del rapero ha generado polémica por la incongruencia entre la finalidad del evento y la presencia del rapero, acusado por el Ayuntamiento y la CGIL de promover conductas a favor de la violencia de género.

### Concierto de Año Nuevo en Roma
El 12 de diciembre de 2024, el alcalde de Roma y de la ciudad metropolitana, Roberto Gualtieri, anuncia a Tony Effe, Mahmood y Mara Sattei como los tres invitados que actuarán en el concierto gratuito de Nochevieja 2025 organizado en el Circo Massimo por Roma Capitale con el apoyo de RDS 100% grandi segreti. El 16 de diciembre, cuatro días después del anuncio, el propio alcalde, con un comunicado oficial, anunció la exclusión del rapero romano de la lista de actuaciones para el concierto. La exclusión se produjo a raíz de las polémicas políticas suscitadas por varios movimientos políticos, entre ellos Hermanos de Italia y Nosotros Moderados, así como por algunas asociaciones, que definieron las letras de Tony Effe como "sexistas y misóginas".
Inmediatamente después del anuncio de la exclusión del rapero del concierto de Año Nuevo, en señal de solidaridad, sus colegas Mahmood y Mara Sattei también comunican su no participación en el evento. A esto le siguieron una serie de mensajes de apoyo al rapero por parte de otros exponentes del mundo musical italiano, entre ellos Emma, Lazza, Jovanotti, Noemi y Giorgia, acusando al alcalde Gualtieri de "censura". El propio alcalde responde a las acusaciones declarando que «Roma Capitale no censura a nadie. [...] Roma es y sigue siendo una ciudad abierta y libre, [...] siempre defenderemos la pluralidad de ideas y no imponemos ni controlamos las opiniones».
Como respuesta a las medidas tomadas en su contra, Tony Effe organiza un "contraconcierto" de Nochevieja en el Palaeur de Roma, vendiendo entradas por sólo 10 euros.  El concierto tuvo entradas agotadas y lo recaudado se destinó a la Cruz Roja para "proyectos educativos para jóvenes".

## Discografía

### Como solista
- 2021 – Untouchable
- 2024 – Icon

### Con la Dark Polo Gang

#### Álbumes de estudio
- 2017 – Twins
- 2018 – Trap Lovers

#### Colecciones
- 2017 – Trilogy

## Participación en certámenes de canto
- Festival de San Remo (Rai 1)
  - 2025 – 25.º puesto en la sección "Campeones" con Damme 'na mano

## Giras
- 2024 – Icon Tour

## Filmografía

### Cine
- Viaggi di nozze, dirigida por Carlo Verdone (1995)
- Paparazzi, dirigida por Neri Parenti (1998)
- L'ombra del gigante, dirigida por Roberto Petrocchi (2000)

### Televisión
- Tutti per uno – serie de televisión, dirigida por Vittorio de Sisti (1999)
- Prigioniere del cuore, dirigida por Alessandro Capone (2000)
- Ma il portiere non c'è mai? – serie de televisión, dirigida por Carlo Corbucci, Rossano Mancin y Pipolo (2002)